# Referéndum aprobatorio de Perú de 2010
El referéndum para decidir el pago de la cuota del FONAVI (Fondo Nacional de Vivienda) se llevó a cabo el domingo 3 de octubre de 2010 determinando la aprobación o desaprobación del "Proyecto de Ley de Devolución del dinero del FONAVI a los trabajadores que contribuyeron al mismo".
Los resultados al 100% dieron como ganador al "Sí" con 9,115,867 votos o 66.474% de los votos válidos, mientras que el "No" tuvo 4,597,659 votos o el 33.526% de los votos válidos.

## Resultados
- «¿Aprueba el "Proyecto de Ley Devolución de dinero del FONAVI a los Trabajadores que contribuyeron al mismo"?»

|  | 55.69 % |

|  | 66.47 % |

|  | 28.09 % |

|  | 33.53 % |